# Килентал
Килентал (њем. Kühlenthal) општина је у њемачкој савезној држави Баварска. Једно је од 46 општинских средишта округа Аугсбург. Према процјени из 2010. у општини је живјело 851 становника. Посједује регионалну шифру (AGS) 9772166.

## Географски и демографски подаци
Килентал се налази у савезној држави Баварска у округу Аугсбург. Општина се налази на надморској висини од 430 метара. Површина општине износи 7,1 km². У самом мјесту је, према процјени из 2010. године, живјело 851 становника. Просјечна густина становништва износи 119 становника/km².